# Peng Dehuai

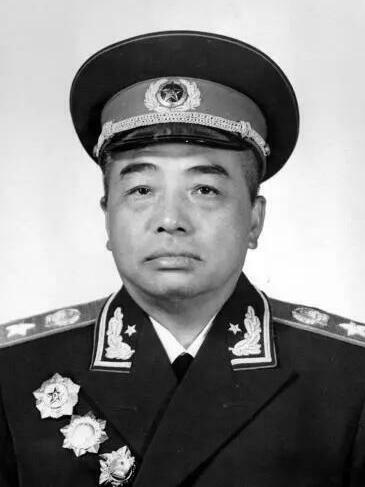
Peng Dehuai (1955)

Peng Dehuai (chinesisch 彭德懷 / 彭德怀, Pinyin Péng Déhuái, W.-G. P'eng Te-huai; eigentlich Peng Dehua; chin. 彭得华 Péng Déhuá, W.-G. P'eng Te-hua; * 24. Oktober 1898 in Xiangtan, Hunan; † 29. November 1974 in Peking) war einer der wichtigsten militärischen Führer der chinesischen Volksbefreiungsarmee, unter anderem im Koreakrieg, sowie ab 1954 der erste Verteidigungsminister der Volksrepublik China. Peng Dehuai war der einzige führende Politiker, der offen Kritik an Mao Zedongs Großem Sprung nach vorn übte.

## Kindheit und Jugend
Peng Dehuai wurde als einer von vier Söhnen in eine verarmende Bauernfamilie hineingeboren. Nach dem frühen Tod seiner Mutter verschlechterte sich die finanzielle Situation der Familie zusehends und während der 1905/06 in Hunan wütenden Hungersnot starb Pengs jüngster Bruder. Nach einer kurzen Schulzeit von etwa zwei Jahren unterstützte er seine Familie, indem er als Büffelhirte, in einer Kohlemine und bei einem Dammbauprojekt arbeitete.

## Früher Lebensweg
Über Peng Dehuais erste Ehe, die er in den 1920er Jahren einging, ist wenig bekannt. 1938 heiratete er in Yan’an die kommunistische Intellektuelle Pu Anxin, mit der er eine kinderlose Ehe führte. Während der Kulturrevolution ließ sich Pu Anxin auf politischen Druck hin von Peng Dehuai scheiden.
1916 schloss Peng Dehuai sich in seiner Heimatprovinz Hunan den Truppen eines Warlords an. Er stieg innerhalb weniger Jahre zum Kompanieführer auf. 1922/23 nahm Peng an einem Lehrgang der Militärakademie der Provinz Hunan teil und kehrte nach erfolgreichem Abschluss wieder zu seinem alten Regiment zurück, wo er zum Hauptmann befördert wurde. Im Nordfeldzug (1926/27) kämpften Tang Shengzhis Truppen, zu denen auch Pengs Regiment gehörte, auf Seiten der Nationalrevolutionären Armee unter Chiang Kai-shek.
1928 wechselte Peng für alle sichtbar die Fronten, indem er Mitglied der Kommunistischen Partei wurde. Ein Aufstand, den er mit seinen Truppen in der Stadt Pingjiang organisierte und der die Errichtung einer Sowjet-Regierung der Provinz Hunan zum Ziel hatte, schlug fehl. Er führte seinen Verband danach in das Jinggang-Gebirge und vereinte ihn mit den Truppen Mao Zedongs und Zhu Des. Peng blieb bei Mao und verteidigte die Basis des Jiangxi-Sowjets (auch als chinesische Sowjetrepublik bekannt) in Ruijin gegen die Feldzüge Chiang Kai-sheks. 1934 begab er sich auf den Langen Marsch, bei welchem er häufig die Vorhut führte.
Während der Zweiten Einheitsfront zwischen den Kommunisten und der Kuomintang im chinesisch-japanischen Krieg wurde Peng Dehuai 1937 Stellvertreter Zhu Des, der die 8. Marscharmee anführte. In der Hundert-Regimenter-Offensive 1940 erlitt diese unter Peng hohe Verluste.
Im Bürgerkrieg gegen die Kuomintang war Peng Oberbefehlshaber der Nordwest-Feldarmee. 1947 verteidigte er Yan’an, um Zeit für den Rückzug der kommunistischen Führungsriege zu gewinnen. Kurz darauf, im August 1947, konnte Peng die Schlacht von Shajiadian für sich entscheiden. Diese war eine entscheidende Schlacht im chinesischen Bürgerkrieg, die häufig als Wendepunkt des Kriegs zugunsten der Kommunisten interpretiert wird. Im April 1948 eroberte Peng Yan’an zurück. Im Rahmen einer Umstrukturierung der Volksbefreiungsarmee im Februar 1949 wurden Pengs Truppen in Erste Feldarmee umbenannt. Auch nach der Ausrufung der Volksrepublik China im Oktober 1949 kämpfte Peng bis zum September 1951 in der nordwestlichen Provinz Xinjiang, welche erst mit der Eroberung von Ladakh als befriedet galt.

## Politische Karriere und Fall
Im Januar 1934 begann Peng Dehuais politischer Aufstieg, als er zu einem Kandidaten (Mitglied ohne Stimmrecht) des Zentralkomitees der Kommunistischen Partei wurde. Im Herbst des folgenden Jahres wurde er Vollmitglied des 6. Zentralkomitees. Auf dem 7. Parteitag der Kommunistischen Partei in Yan’an wurde er Vize-Vorsitzender und Stabschef der Militärkommission.
Nach der Proklamation der Volksrepublik im Oktober 1949 war Peng kurzzeitig Vorsitzender des Militär- und Verwaltungsrates in Nordwestchina, bevor er nach Eintritt Chinas in den Koreakrieg 1950 den Oberbefehl über die zur Unterstützung Nordkoreas entsandten Verbände der Volksbefreiungsarmee übernahm, den er bis zum Waffenstillstand 1953 behielt. Nachdem Peng im Frühjahr 1954 Erster Vize-Vorsitzender der Militärkommission des Zentralkomitees der Kommunistischen Partei geworden war, wurde er im September desselben Jahres zum ersten Verteidigungsminister der Volksrepublik ernannt. Pengs Bestreben als Verteidigungsminister war insbesondere die Professionalisierung und Modernisierung der Volksbefreiungsarmee nach sowjetischem Vorbild. Vom 11. bis 14. Mai 1955 nahm er auch als Beobachter der Volksrepublik China an der Konferenz zur Gründung des Warschauer Paktes teil.
Peng Dehuais Karriere fand 1959 ein abruptes Ende. Auf der Konferenz von Lushan kritisierte er unverhohlen die Wirtschaftspolitik Mao Zedongs („Großer Sprung nach vorn“), da er die sich anbahnende Hungerkatastrophe in seiner Heimatprovinz Hunan mit eigenen Augen erlebt hatte, sowie die allgemeine Ideologisierung der Politik. Er fiel dadurch in Ungnade und wurde innerhalb eines Monats von den Posten des Verteidigungsministers und des Vize-Vorsitzenden der Militärkommission enthoben. Er blieb aber weiterhin Mitglied des Politbüros, von dessen Treffen er jedoch lange Zeit ausgeschlossen wurde. Sein Nachfolger als Verteidigungsminister wurde Lin Biao, der der ideologischen Erziehung des Militärs größeres Gewicht einräumte, als Peng es getan hatte, und der als eine der treibenden Kräfte hinter der Kulturrevolution gilt. Im September 1965 wurde Peng teilweise rehabilitiert und nach Süd-West-China entsandt, wo er die Verantwortung für den Industrieaufbau in den Provinzen Sichuan, Guizhou, Yunnan und Tibet übernahm.
Im Dezember 1966 wurde er in Chengdu von Roten Garden auf Drängen von Jiang Qing und Chi Benyu verhaftet und nach Peking gebracht. Die folgenden Jahre verbrachte Peng in Einzelhaft, wo er immer wieder öffentliche Kritiksitzungen und Folter über sich ergehen lassen musste, wobei er unter anderem schwere Verletzungen an seinen inneren Organen erlitt. Nachdem er 1973 operiert worden war, verschlimmerte sich im folgenden Jahr sein Gesundheitszustand. Er starb am 29. November 1974 in Haft. Peng Dehuais Tod wurde zunächst geheim gehalten, erst 1978 erfuhr seine Witwe vom Schicksal ihres Mannes.
Im Zuge einer Überprüfung des Falls auf der dritten Plenarsitzung des 11. Zentralkomitees der Kommunistischen Partei Chinas im Dezember 1978 wurde das Urteil gegen ihn aufgehoben und sein Beitrag an der Chinesischen Revolution erneut gewürdigt.